# Auengrund
Auengrund är en kommun i Landkreis Hildburghausen i förbundslandet Thüringen i Tyskland.
Kommunen ingår i förvaltningsgemenskapen Auengrund tillsammans med staden Auengrund.